# Detroit Film Critics Society Awards 2008
2. ročník udílení cen Detroit Film Critics Society Awards předal ceny v těchto kategoriích:

## Vítězové a nominovaní

### Nejlepší film
Milionář z chatrče
- Temný rytíř
- Duel Frost/Nixon
- VALL-I
- Wrestler

### Nejlepší režisér
Danny Boyle – Milionář z chatrče
- Darren Aronofsky – Wrestler
- Ron Howard – Duel Frost/Nixon
- Christopher Nolan – Temný rytíř
- Andrew Stanton – VALL-I

### Nejlepší herec v hlavní roli
Mickey Rourke – Wrestler jako Randy “The Ram” Robinson
- Josh Brolin – W. jako George W. Bush
- Leonardo DiCaprio – Nouzový východ jako Frank Wheeler
- Frank Langella – Duel Frost/Nixon jako Richard Nixon
- Sean Penn – Milk jako Harvey Milk

### Nejlepší herečka v hlavní roli
Kate Winsletová – Nouzový východ jako April Wheeler
- Anne Hathawayová – Rachel se vdává jako Kym Buchman
- Sally Hawkins – Happy-Go-Lucky jako Pauline “Poppy” Cross
- Melissa Leo – Zamrzlá řeka jako Ray Eddy
- Meryl Streepová – Pochyby jako sestra Aloysius Beauvier

### Nejlepší herec ve vedlejší roli
Heath Ledger – Temný rytíř jako Joker
- Robert Downey, Jr. – Tropická bouře jako Kirk Lazarus
- James Franco – Travička zelená jako Saul Silver
- Eddie Marsan – Happy-Go-Lucky jako Scott
- Michael Shannon – Nouzový východ jako John Givings

### Nejlepší herečka ve vedlejší roli
Marisa Tomei – Wrestler jako Pam / Cassidy
- Amy Adamsová – Pochyby jako sestra James
- Elizabeth Banksová – W. jako Laura Bushová
- Penélope Cruzová – Vicky Cristina Barcelona jako María Elena
- Rosemarie DeWitt – Rachel se vdává jako Rachel Buchman

### Nejlepší obsazení
Duel Frost/Nixon
- Po přečtení spalte
- Rachel se vdává
- Nouzový východ
- Tropická bouře

### Objev roku
Martin McDonagh – V Bruggách
- Rosemarie DeWitt – Rachel se vdává jako Rachel Buchman
- Rebecca Hallová – Duel Frost/Nixon a Vicky Cristina Barcelona jako Caroline Cushing a Vicky
- Danny McBride – Travička zelená jako Red
- Dev Patel – Milionář z chatrče jako Jamal Malik
- Catinca Untaru – The Fall jako Alexandria